# Galaga '88
Galaga '88 (ギャラガ'88), aussi appelé Galaga '90, est un jeu vidéo de type shoot 'em up développé et édité par Namco en 1987, initialement sorti sur borne d'arcade.
Il s'agit du quatrième épisode de la série Galaxian/Galaga. Le principe de jeu reste identique aux précédents opus : il s'agit d'un jeu de tir à écran fixe dans lequel le vaisseau contrôlé ne peut être déplacé que sur un axe horizontal au bas de l'écran. Le but du jeu est de détruire tous les insectes extra-terrestres qui se déploient à l'écran en évitant d'être percuté ou touché par leurs tirs. Cette opus implémente divers caractéristiques inédites et sa réalisation graphique et sonore est aussi plus attrayante.

## Système de jeu
Les niveaux se déroulent quasiment toujours selon le même protocole. D'abord une phase d'apparition, où des leaders, les « Galagas », surgissent suivis par une formation de petits insectes qu'ils abandonnent sur l'aire de jeu après avoir réalisé une ou deux voltiges. Ensuite une phase de regroupement où l'armée d'insectes s'aligne en rangs serrés en haut de l'écran, à la manière des ennemis de Space Invaders. Enfin, la phase d'attaque où les créatures passent progressivement à l'offensive. Au fur et à mesure de la bataille, des « Galagas » ramènent des renforts et finissent généralement par se joindre au combat.
Par rapport à ses prédécesseurs, Galaga '88 propose une plus grande variété d'ennemis avec des comportements inédits. Par exemple, certains grossissent à chaque tir encaissé jusqu'à éclater, d'autres se muent en plusieurs petites entités ou au contraire fusionnent en une grosse, etc. L'objectif du joueur est finalement de bien assimiler le comportement de chacun et d'éliminer en priorité ceux qu'il estime être les plus dangereux avant qu'ils ne passent à l'attaque.
Le jeu comprend sept mondes divisés en 29 secteurs et au terme desquels le joueur affronte un boss. Certaines phases de transition présentent un défilement vertical : cela a seulement une incidence sur le mode de déplacement des ennemis qui traversent alors davantage l'écran de haut en bas. En récupérant des cristaux bleus (contenus dans des roches ou lâchés par certains « Galagas »), le joueur peut accéder à des niveaux parallèles qui se substituent aux niveaux normaux. Il y a jusqu'à quatre cheminements différents par monde, chacun proposant ses propres difficultés. Galaga '88 propose également des niveaux bonus, intitulés That's Galactic Dancin, dans lesquelles des créatures inoffensives se déploient de manière chorégraphiée au rythme d'un style musical donnée (valse, tango, etc). Le but est simplement d'en éliminer le maximum pour engranger les points.
Dans la version originale de Galaga, le joueur peut récupérer un second vaisseau qui se positionne au-côté du premier vaisseau (le mode dual-ship), multipliant par deux la puissance de feu (mais aussi la surface de contact). Dans Galaga '88, le joueur peut s'il le souhaite directement commencer la partie avec deux vaisseaux (cela lui coûte une vie) et il peut désormais récupérer un troisième vaisseau en cours de jeu.

## Exploitation
Le jeu d'arcade est sorti en décembre 1987 au Japon. Atari a récupéré la licence pour l'exploitation aux États-Unis. La borne d'arcade a été moins distribuée que les précédents épisodes, ce qui peut s'expliquer par la popularité croissante des shoot them up à défilement, comme Gradius (1985), Salamander (1986) ou R-Type (1987). Galaga '88 a été porté sur PC Engine en juillet 1988. Aux États-Unis, le jeu est intitulé Galaga '90. Des versions Sharp X68000 et Game Gear ont vu le jour en 1990 et 1991, seulement au Japon.
La version PC Engine a été rééditée en 2007 sur la Console virtuelle de la Wii. Le jeu est également disponible sur GameCube, PlayStation 2, Xbox et Windows dans la compilation Namco Museum 50th Anniversary, sortie en 2005.

## Postérité
Le jeu est l'une des entrées de l'ouvrage Les 1001 jeux vidéo auxquels il faut avoir joué dans sa vie.